# إيروجي

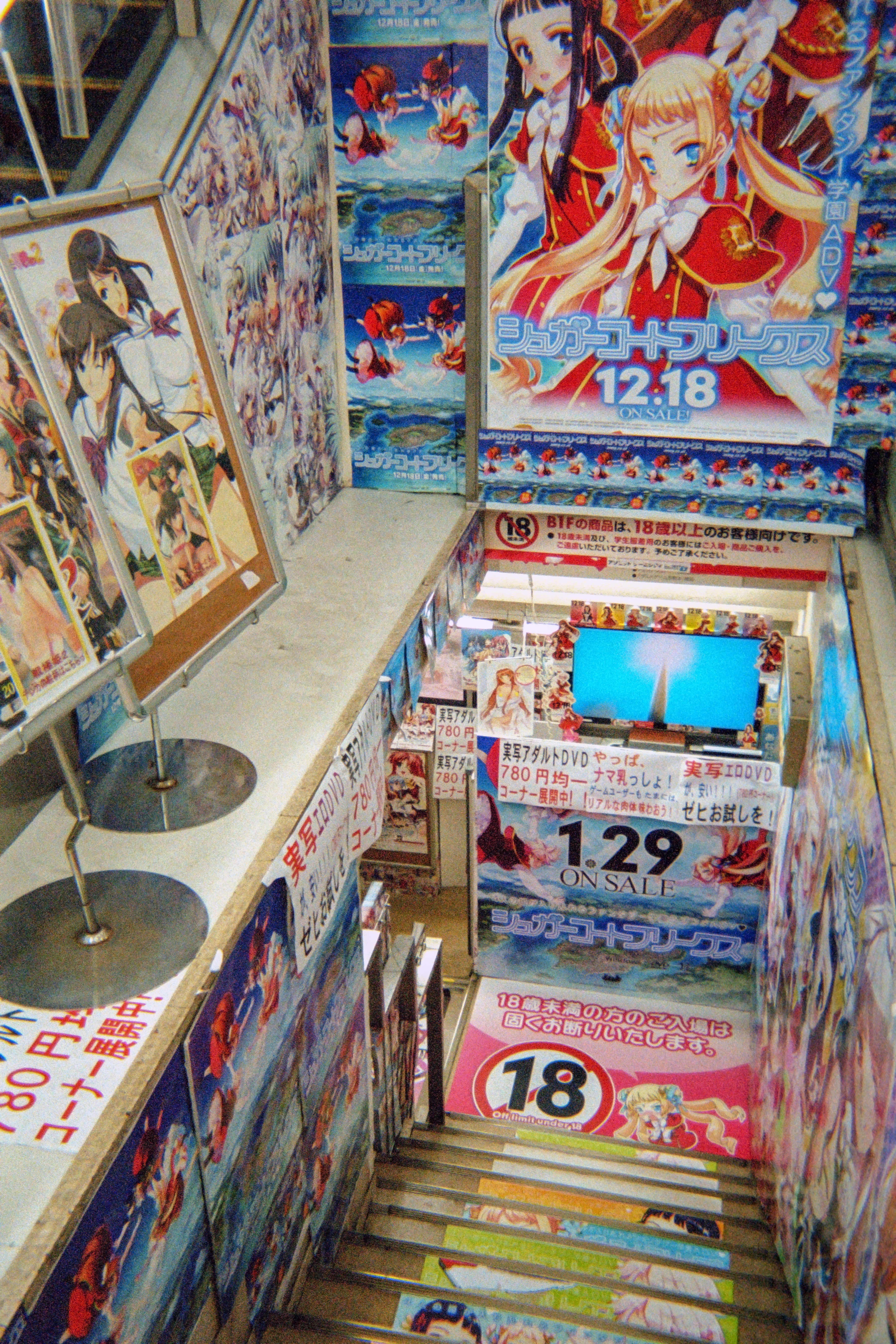
السلالم المؤدية إلى "بي وان إف" في متجر لاوكس أكيهابارا

إيروجي (باليابانية: エロゲー) والتي تُعبر إلى إيروجيه تلفظ ياباني: ‎[eɾoɡe]‏؛ و هي كلمة منحوتة (أي منقولة من لغة للغة) وتعني ألعاب الإثارة الجنسية (باليابانية: エロチックゲーム)، وتُنطق إلوتشيكّو غيموُ) هي نوع ياباني من ألعاب الفيديو الجنسية . ظهر هذا المصطلح لأول مرة في عام 1982، حيث أصدرت شركة كويي اليابانية، التي أسسها يويتشي وزوجته كيّكو إريكاوا (والتي اشتهرت فيما بعد بألعاب الفيديو الإستراتيجية)، أول لعبة كمبيوتر مثيرة مع رسومات جنسية صريحة وهي لعبة نايت لايف، وهي لعبة مغامرات مصورة مبكرة مُصممة خصيصاً لجهاز بي سي-8801. في ذلك العام نفسه، أصدرت شركة كويي لعبة أٌخرى بعنوان (باليابانية: 団地妻の誘惑) والتي تُعرب إلي دانتشي تسوما نو يوواكو والتي تعني الإغراء في مجمع الزوجة السكني)، التي اُعتبرت من أول الألعاب الأر بي جي الجنسية والتي تضمنت رسومات ملونة، وذلك بسبب لوحة الألوان الثمانية التي تواجدت في سلسلة بي سي-8801 .وحققت نجاح بالغ، وساعدت شركة كويي على أن تصبح شركة برمجيات كبرى وذلك بسبب الطلب المتزايد علي هذه النوعية من الألعاب الجنسية.
كما هو الحال مع شركة كويي، أصدرت العديد من الشركات اليابانية الشهيرة الآن مثل إنكس وسكوير ونيهون فالكوم أيضًا ألعابًا جنسية للبالغين لجهاز الكمبيوتر بي سي-8801 في أوائل الثمانينيات قبل أن تصبح سائدة هذه النوعية من الألعاب سائدة. عادة ما كان لدى الإيروجي المبكر قصص مبسطة ومحتوى جنسي مفرط، مثل الاغتصاب ولوليكون. في بعض الألعاب المثيرة المبكرة، تم دمج المحتوى الإيروتيكي بشكل هادف في قصة مدروسة وناضجة، على الرغم من أن الآخرين غالبًا ما يستخدمونها كمجرد ذريعة للمواد الإباحية.
في عام 1999، أطلق أستديو كي لعبة كانون. وهي لعبة تحتوي على حوالي 7 مشاهد شهوانية موجزة في قصة عاطفية بحجم رواية طويلة (تم إصدار نسخة لجميع الأعمار أيضًا بعد ذلك). باعت كانون أكثر من 300,000 نسخة.